# HD 6114
HD 6114 är en dubbelstjärna belägen i den norra delen av stjärnbilden Andromeda. Den har en kombinerad skenbar magnitud av ca 6,46 och kräver åtminstone en handkikare för att kunna observeras. Baserat på parallaxmätning inom Hipparcosuppdraget på ca 10,4 mas, beräknas den befinna sig på ett avstånd på ca 310 ljusår (ca 96 parsek) från solen. Den rör sig bort från solen med en heliocentrisk radialhastighet på ca 2 km/s.

## Egenskaper
Primärstjärnan HD 6114 A är en vit till blå stjärna i huvudserien av spektralklass A9 V. Den har en massa som är ca 1,7 solmassor, en radie som är ca 2,5 solradier och har ca 21 gånger solens utstrålning av energi från dess fotosfär vid en genomsnittlig effektiv temperatur av ca 7 600 K.
Dubbelstjärnans natur upptäcktes av O. Struve 1864. Följeslagaren HD 6114 B är en svagare stjärna av magnitud 8,07. År 2015 hade paret en vinkelseparation på 1,30 bågsekunder vid en positionsvinkel av 175°.  De två stjärnorna kretsar kring varandra med en omloppsperiod av 450 år med en excentricitet på 0,80.